# Haveicultura
Haveicultura é a cultura da seringueira. No Brasil, é regulamentada por várias organizações e programas, que visam fornecer créditos em instrumentos de apoio ao haveicultor. Em 2010, ocorreu o 2º Congresso Brasileiro de Haveicultura, enquanto em 2014, foi lançado o PROBORES (Programa de  Desenvolvimento da  Haveicultura Capixaba), desenvolvido pela SEAG e Incaper.